# واشینگتن (بازیکن فوتبال)
واشینگتن (به پرتغالی: Washington Stecanela Cerqueira) بازیکن فوتبال در پست مهاجم اهل برزیل است که در شهر برازیلیا و در تاریخ ۱ آوریل ۱۹۷۵ به دنیا آمده‌است.

## باشگاهی
واشینگتن در تیم‌های فوتبال اتلتیکو پارانائنزه، توکیو وردی، اوراوا رد دیاموندز، فلومیننزه، سائو پائولو، اینترناسیونال و گرمیو  سابقهٔ حضور دارد. 

## تیم ملی
این بازیکن همچنین در سال، ۲۰۰۱ – ۲۰۰۲ برای، تیم ملی فوتبال برزیل به میدان رفته‌است